# (2264) Sabrina
(2264) Sabrina (1979 YK) est un astéroïde de la ceinture principale découvert le 16 décembre 1979 par Edward L. G. Bowell à la station Anderson Mesa.